# خوان دي هيريرا
خوان دي هيريرا (بالإسبانية: Juan de Herrera)‏ كان معمارياً إسبانياً، رياضياتياً، و مختص بعلم الهندسة.
هو أحد أبرز المعماريين الإسبانيين في القرن السادس عشر، تم الاعتماد على أسلوبه المعماري في بناء دير الإسكوريال، و كان ممثلاً معمارياً للإمبراطورية الإسبانية لفيليب الثاني ملك إسبانيا و الخلافة النمساوية.
بصفته رجل نهضة فقد كان هيريرا مهتماً بكل أنواع المعرفة في وقته، كما أنه شارك في الحملات الحربية لكارلوس الخامس في ألمانيا، الإقليم الفلامندي و إيطاليا.

## سيرته الذانية
أنهى دي هيريرا دراسته في جامعة بلد الوليد في ربيع 1548، و بدأ مهنته كمهندس معماري سنة 1561 في أعمال قصر آرانخويث الملكي.
سنة 1563 بدأ عملاً تعاونياً مع خوان باوتيستا دي توليدو في عمليات بناء الإسكوريال. و قد كان قبل ذلك في سنة 1562 قام بتأليف "كتاب المعرفة الفلكية"، و بعد وفاة خوان باوتيستا أصبح هيريرا هو المدير المعماري للمشروع فقام بتغيير خطة البناء و توسيع البرنامج مقدماً أسلوبه المعماري الفريد.

## أعمال رئيسية

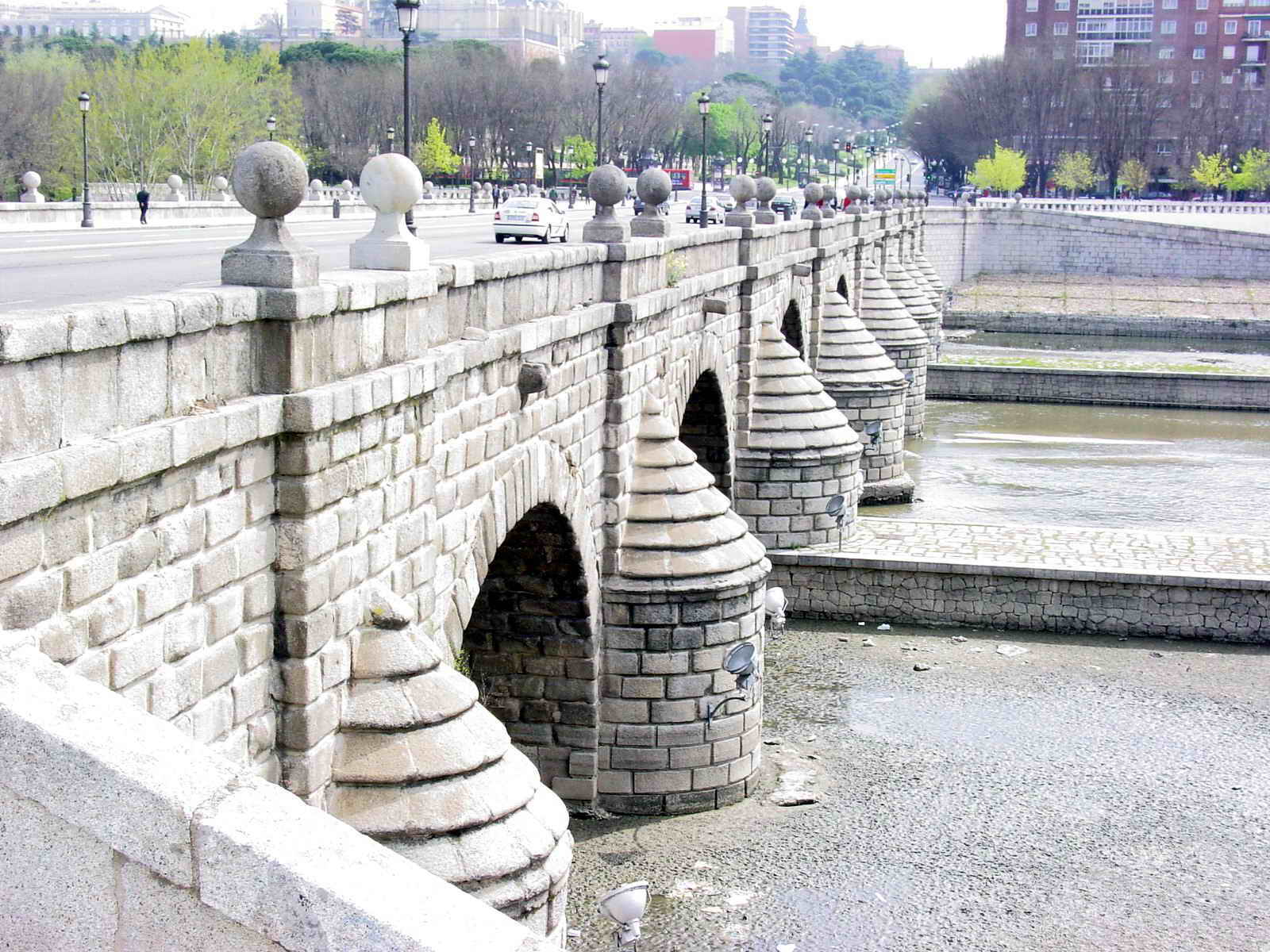
جسر شقوبية في مدريد

- قصر آرانخويث الملكي (1561)
- الإسكوريال (1563)
- كاتدرائية بلد الوليد (1589)